# Middle Long Cay
Middle Long Cay är en ö i Belize. Den ligger i distriktet Belize, i den östra delen av landet, 70 km öster om huvudstaden Belmopan.